# أليشيوانيلا
أليشيوانيلا (بالإنجليزية: Alishewanella)‏ هو أحد أجناس البكتيريا التابع لعائلة الأمعائيات ضمن شعبة المتقلبات.

## الأنواع
يضم هذا الجنس الأنواع التالية:
- أليشيوانيلا شاطئية (باللاتينية: Alishewanella aestuarii)[2]
- أليشيوانيلا حقلية (باللاتينية: Alishewanella agri)[3]
- أليشيوانيلا جنينية (باللاتينية: Alishewanella fetalis)[4]
- أليشيوانيلا جيوتالية (باللاتينية: Alishewanella jeotgali)[5]